# HD168983
HD168983 — хімічно пекулярна зоря спектрального класу A3, що має видиму зоряну величину в смузі V приблизно  7,9.
Вона  розташована на відстані близько 692,5 світлових років від Сонця.